# Katoomba
Katoomba is de hoofdplaats in de City of Blue Mountains in New South Wales in Australië en het administratieve centrum van de Blue Mountains City Council. Het ligt op 1.017 meter hoogte aan de Great Western Highway, 110 kilometer ten westen van Sydney en 39 kilometer ten zuidwesten van Lithgow. De plaats staat bekend om zijn bijzondere panorama's en de vele wandelmogelijkheden in de Blue Mountains.
Ka-toom-ba betekent "glanzend vallend water" en dankt zijn naam aan een waterval die in de Jamison Valley uitkomt. Vroeger was de plaats bekend als William's Chimney en Collet's Swamp. In 1874 werd de plaats The Crushers genoemd, naar de naam van een treinstation van een nabijgelegen mijn. De naam Katoomba werd aangenomen in 1877 en de plaats werd officieel een dorp in 1889.

## Toerisme

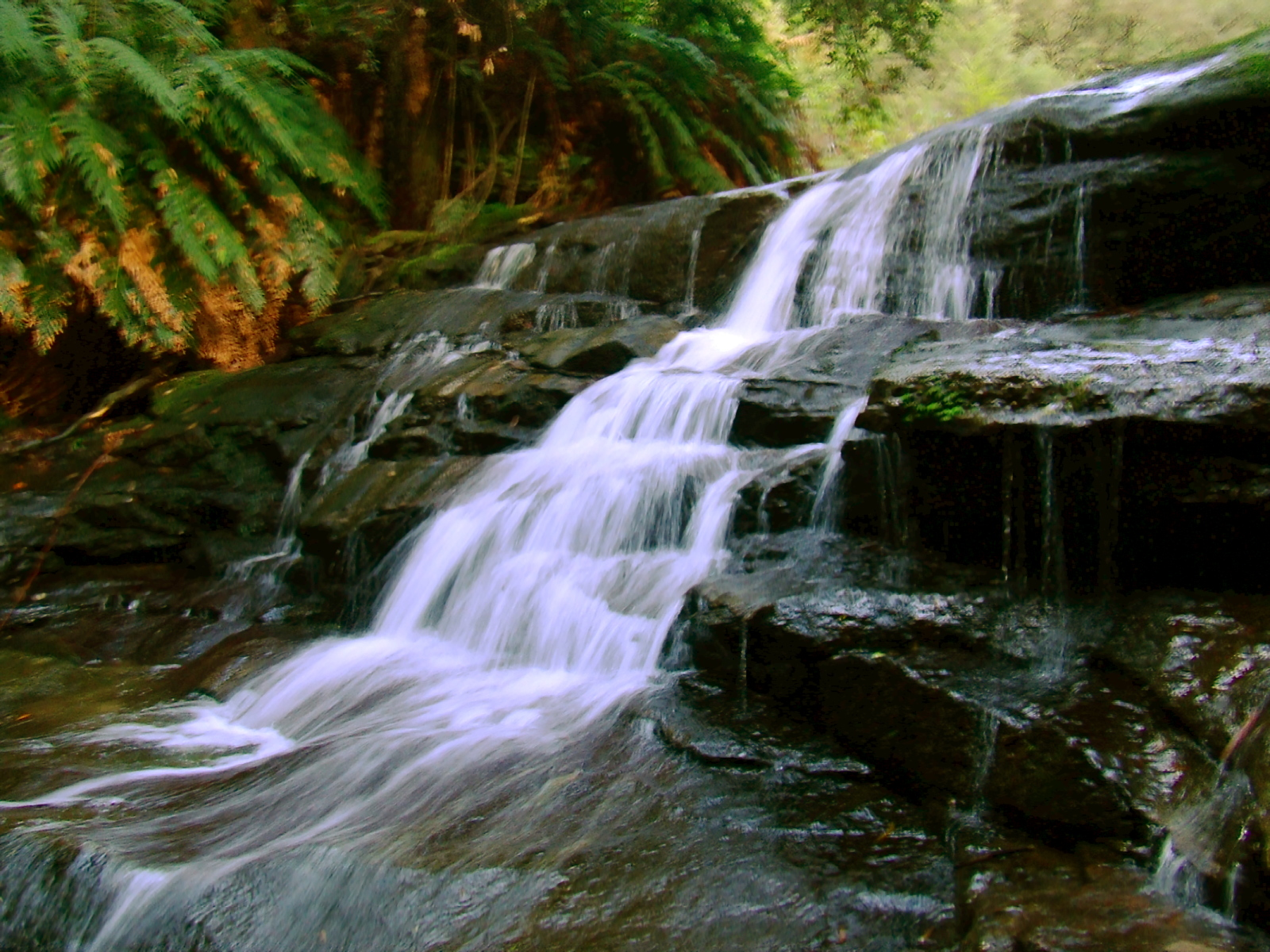
Een van de watervallen nabij Katoomba

Katoomba's belangrijkste economische sector is het toerisme dankzij de spectaculaire bergomgeving. De rotsformatie de Three Sisters, te zien vanaf Echo Point, is de populairste trekpleister. Vanaf Valley Point kan men ook Mt. Solitary en de rotsformatie zien die bekendstaat als Ruined Castle. Een korte wandeling vanaf Echo Point leidt naar The Giant Stairway, die toegang verschaft tot een aantal wandelroutes door de vallei. Beginners wordt de zwaarste van deze wandeltochten ontraden omdat zij zeer zwaar zijn. Degenen die deze wandelingen toch maken, worden beloond met grote gebieden subtropisch regenwoud en een aantal bijzondere watervallen.
Een andere trekpleister is Scenic World, een toeristisch complex in het zuidwesten van de plaats. Vanuit het complex loopt de steilste spoorlijn ter wereld, de Katoomba Scenic Railway, die oorspronkelijk werd gebouwd om kolen en olie vanuit de mijnen in Jamison Valley te vervoeren. Daarnaast kan men een rit maken met de Scenic Skyway Cable Car, die uitzicht biedt op de Katoomba Falls en Orphan Rock.
In 2004 werd de originele kabeltrein vervangen door een nieuwe. In 1983 begon de bouw van een achtbaan die de Orphan Rocker zou gaan heten. De baan werd voltooid maar nooit geopend.
Katoomba heeft vele hotels en gasthuizen, waarvan het oudste en bekendste het Carrington Hotel is. Het werd opgericht in 1891 en staat op het hoogste punt in de plaats. Het nabijgelegen dorp Leura heeft ook vele hotels en spa's.

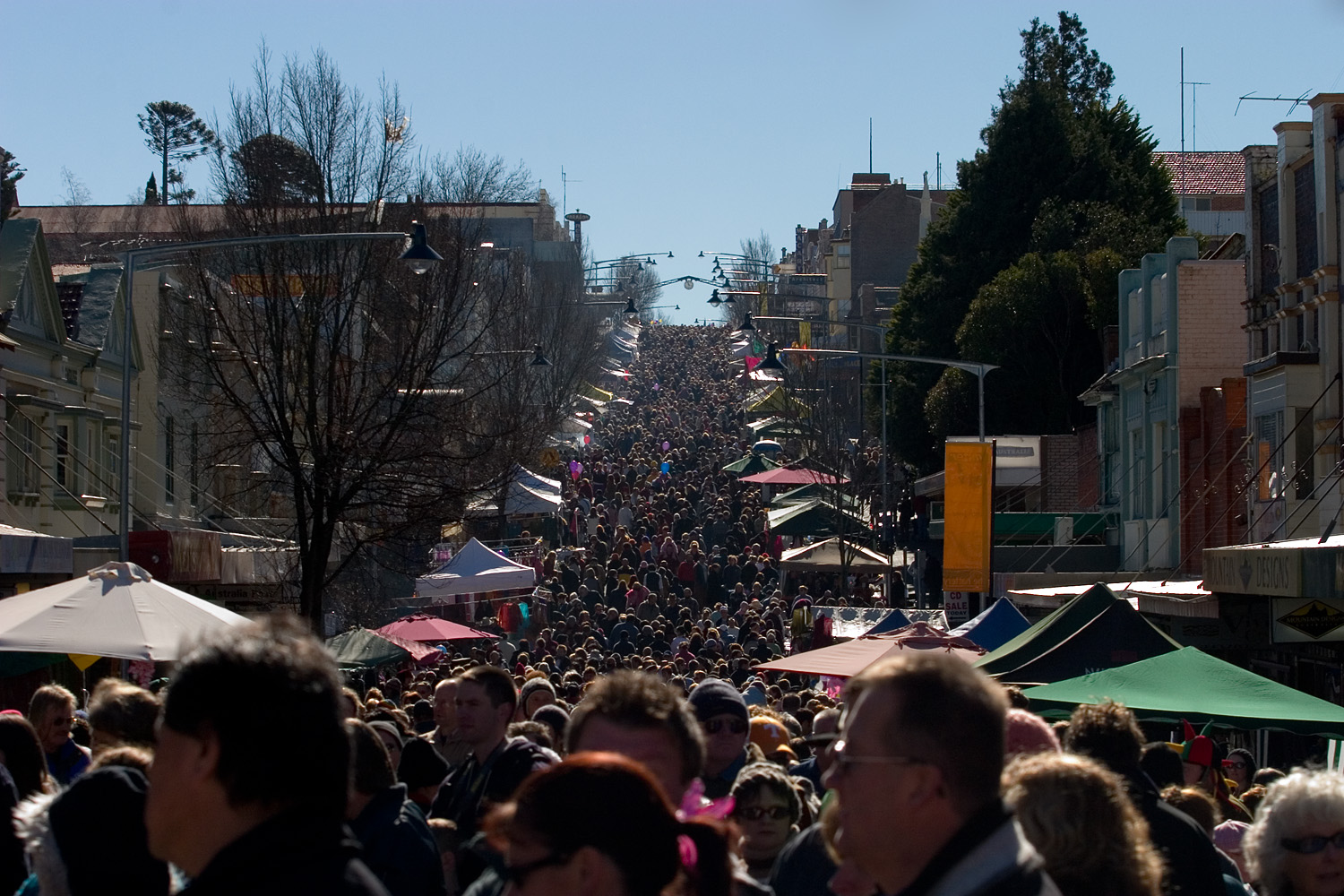
Katoomba Winter Magic Festival 2005

## Klimaat
Het klimaat varieert met de hoogte in de regio Blue Mountains. In Katoomba (1.017 m) zijn de temperaturen in de zomer in de 20 graden, met uitschieters tot boven de 30. 's Nachts komt de temperatuur niet hoger dan 10 graden, evenals in de winter. 's Nachts kan het 's winters zelfs licht vriezen. Jaarlijks valt er ongeveer 1200 mm regen. Daarbij is het er vaak mistig.
Vanaf het begin van de metingen in 1900 zijn er verschillende hevige sneeuwbuien geregistreerd. De hevigste was op 5 juli 1900, toen de sneeuwlaag in sommige delen van de Blue Mountains wel 2 meter dik was. Sneeuw en ijs veroorzaakten ernstige problemen, zoals spoor- en wegblokkades, schade aan gebouwen en verstoring van de telegraafdiensten. Een behoorlijke winterstorm op 18 juli 1965 veroorzaakte eveneens hevige verstoringen in de dagelijkse gang van zaken en schade aan gebouwen.

## Geschiedenis
Katoomba en het nabijgelegen Medlow Bath waren eind negentiende eeuw ontworpen als toeristenplaatsen, met vele grand hôtels. Daarnaast werden er ook kolen gewonnen, maar begin twintigste eeuw raakten de mijnen uitgeput en werden beide stadjes vakantieoorden.
Rond de jaren zestig van de twintigste eeuw begon het toerisme in Katoomba af te nemen en verschillende gasthuizen werden verbouwd voor andere doeleinden, zoals ziekenhuizen. Sommige gasthuizen vielen ten prooi aan brandstichting. De huizen waren echter zeer goedkoop, wat leidde tot een toename van het aantal jonge gezinnen dat zich er vestigde. Vele ervan wonen nog steeds in Katoomba.
In de jaren tachtig begon het toerisme weer aan te trekken en veel gasthuizen werden weer in de oude staat teruggebracht. In de jaren negentig begon het toerisme echter weer terug te lopen. De huizenprijzen zijn behoorlijk gestegen maar zijn nog steeds opmerkelijk lager dan bijvoorbeeld in Sydney.

## Cultuur
De omgeving en de in art-decostijl opgetrokken winkels en huizen trekken een alternatieve en excentrieke subcultuur aan. Zo wonen er in Katoomba veel dichters en kunstenaars. De plaats houdt dan ook elk jaar het Winter Solsitice Festival, waarbij plaatselijk talent, kunst en handwerk centraal staan. Het festival werd voor het eerst in 1994 gehouden.
Schrijfster en historicus Eleanor Dark (1901-1985), bekend van haar historische roman A Timeless Land, heeft van 1923 tot haar dood in Katoomba gewerkt en gewoond. Haar huis is nu een schrijverscentrum.
Door de rust en natuurrijke omgeving is het plaatsje ook een aantrekkelijk alternatief geworden voor mensen uit Sydney. Niet alleen oefent Katoomba aantrekkingskracht uit op kunstzinnige kringen, de plaats vormt ook een inspiratiebron voor het werk van kunstenaars en musici. Zo heeft de Australische kunstenaar Peter Kingston (bekend om zijn langdurige inzet voor het behoud van Sydney's Luna Park) veel werken geproduceerd die zijn geïnspireerd op Katoomba en omgeving, waaronder de schets "Brave and Cruel", die een donkere figuur uitbeeldt die Leura Railway Station verlaat.
Een ander voorbeeld is het lied "Until" van The Mexican Spitfires, dat regels bevat over Katoomba als alternatief voor Sydney's drukke stadsleven:
In distance I found strength. Katoomba gave me peace of mind.